# Qu'est-ce qu'on a fait au Bon Dieu ?
Série
Qu'est-ce qu'on a encore fait au Bon Dieu ?
(2019)
Pour plus de détails, voir Fiche technique et Distribution.
Qu'est-ce qu'on a fait au Bon Dieu ? est une comédie française coécrite et réalisée par Philippe de Chauveron et sortie en 2014.
Traitant du racisme et du mariage mixte sur le ton de la comédie, le long-métrage raconte l'histoire d'un couple de bourgeois catholiques, incarné par Christian Clavier et Chantal Lauby, qui voit ses convictions mises à mal lorsque trois de ses quatre filles se marient l'une après l'autre avec des hommes d'origines et de confessions diverses et que la quatrième, en qui ses parents fondent leurs espoirs, tombe amoureuse d'un catholique d'origine ivoirienne.
Lors de sa sortie en salles, Qu'est-ce qu'on a fait au Bon Dieu ? obtient un accueil globalement bon de la part des critiques et reste quatre semaines consécutives en tête du box-office français avec 6,7 millions d'entrées, tout en restant vingt-trois semaines dans le top 20 hebdomadaire, dont vingt dans le top 10, parvenant à totaliser 12,3 millions d'entrées. Il est le plus grand succès au box-office français de l'année 2014, et le sixième plus gros succès français dans l'histoire de son box-office.

## Synopsis
Claude Verneuil, un notaire se disant de tradition gaulliste, et sa femme Marie, sont des bourgeois catholiques de Chinon et parents de quatre filles : Isabelle, Odile, Ségolène et Laure.
Les trois premières sont déjà mariées à des Français issus de l'immigration et de religions différentes : Isabelle, avocate, est mariée à Rachid Ben Assem, avocat lui aussi et musulman ; Odile, dentiste, est mariée à David Benichou, juif séfarade entrepreneur au chômage, et Ségolène, artiste peintre, est mariée à Chao Ling, banquier d'origine chinoise.
Les Verneuil font des sourires de façades à leurs gendres tout en cachant mal leur xénophobie, surtout Claude. Les réunions de famille sont gâchées par les maladresses et les clichés sur les étrangers prononcés par Claude, autant que par Rachid, David et Chao qui ne se ménagent pas entre eux et se jettent à la figure des propos racistes insultants.
Les Verneuil, désespérés, mettent toute leur confiance en la dernière, Laure, conseillère juridique, pour qu'elle ramène à la maison un catholique, allant même jusqu'à arranger une rencontre, prétendument fortuite, avec un jeune homme blanc issu d'une grande famille bourgeoise de la région et travaillant dans la finance aux États-Unis. Mais ce qu'ils ignorent, c'est que Laure est en réalité déjà en couple et a l'intention de se marier. Quand elle annonce à ses parents que l'heureux élu est un catholique prénommé Charles comme l'ancien Président de Gaulle, cela les enchante et son métier de comédien est vite pardonné. Lors de la première rencontre, ils découvrent stupéfaits que Charles Koffi est noir, d'origine ivoirienne. Par la suite, les Verneuil rencontrent le père de Charles, un ancien militaire rigide, intolérant et rancunier de la colonisation européenne de l'Afrique. C'en est trop pour les Verneuil qui sombrent dans la dépression. Leurs filles commencent à se poser des questions, doivent-elles ménager leurs parents ? Les trois aînées vont essayer de dissuader Laure, la petite dernière, de poursuivre sa relation avec Charles. Pendant ce temps, André le père de Charles se montre intransigeant et exigeant une fois qu'il a atterri sur le territoire français, au grand dam de son épouse et surtout de son fils qui va se marier avec Laure.
Toutes ces tensions raciales familiales n’auront pas raison du projet de mariage.

## Fiche technique
- Titre original : Qu'est-ce qu'on a fait au bon Dieu ?
- Réalisation : Philippe de Chauveron
- Scénario : Philippe de Chauveron et Guy Laurent
- Décors : François Emmanuelli, Cécilia Blom
- Costumes : Ève-Marie Arnault
- Photographie : Vincent Mathias
- Son : Michel Kharat, Éric Tisserand et Serge Rouquairol
- Montage : Sandro Lavezzi
- Musique : Marc Chouarain
- Production : Romain Rojtman
- Sociétés de production : Les Films du 24 et UGC Images ; TF1 Droits Audiovisuels et TF1 Films Production (coproductions)
- Société de distribution : UGC Distribution
- Pays de production :  France
- Langue d'origine : français
- Budget : 13 millions euros[réf. souhaitée]
- Format : couleur — 1,85:1 — son Dolby SR
- Genre : comédie
- Durée : 97 minutes
- Dates de sortie[5] :
  - Belgique, France et Suisse romande : 16 avril 2014
  - Québec : 1er août 2014[6]
- Dates de sortie DVD :
  - France : 24 septembre 2014
- Classification :
  - France : tous publics (visa d'exploitation no 136861 délivré le 16 avril 2014)[7]

## Distribution
- Christian Clavier : Claude Verneuil, bourgeois gaulliste catholique, le père de famille
- Chantal Lauby : Marie Verneuil, bourgeoise catholique, la mère de famille
- Frédérique Bel : Isabelle Suzanne Marie Verneuil-Benassem, 1re fille des Verneuil, avocate
- Medi Sadoun : Rachid Abdul Mohammed Benassem, algérien musulman, mari d'Isabelle, avocat spécialisé dans les jeunes délinquants
- Julia Piaton : Odile Huguette Marie Verneuil-Benichou, 2e fille des Verneuil, dentiste
- Ary Abittan : David Maurice Isaac Benichou, juif séfarade, mari d'Odile, tente de monter une affaire de produits bios cashers
- Émilie Caen : Ségolène Chantal Marie Verneuil-Ling, 3e fille des Verneuil, artiste-peintre
- Frédéric Chau : Chao Pierre Paul Ling, chinois, mari de Ségolène, banquier
- Élodie Fontan : Laure Évangeline Marie Verneuil, 4e fille des Verneuil, employée au service juridique de la chaîne LCI souhaite se marier avec Charles
- Noom Diawara : Charles Koffi, ivoirien, futur mari de Laure, comédien
- Pascal Nzonzi : André Koffi, le père de Charles, militaire à la retraite
- Salimata Kamaté : Madeleine Koffi, la mère de Charles
- Tatiana Rojo : Viviane Koffi, la sœur de Charles
- Nicolas Beaucaire : le médecin de Chinon
- Loïc Legendre : le curé de Chinon
- Frédéric Saurel : le pâtissier de Chinon
- David Salles : le gendarme avec qui les gendres tentent de négocier la libération de Claude et André
- Élie Semoun : le psychologue que Marie consulte
- Axel Boute : le jeune en cellule aux cheveux blonds
- Jennifer Kerner : l'actrice rousse
- Isaac Sharry : le rabbin
- Nicolas Wanczycki : le banquier

## Production

### Développement
Pour son cinquième film, le réalisateur et scénariste Philippe de Chauveron a eu l'idée de Qu'est-ce qu'on a fait au bon Dieu ?, qu'il a écrit avec son coscénariste Guy Laurent, lorsqu'il a découvert, « statistiques à l'appui », que les Français sont les champions du mariage mixte, car, ajoute-t-il, « différentes études disent qu’environ 20 % des unions qui ont lieu dans notre pays se font entre des individus d’origines et de confessions différentes », alors que dans les autres pays européens, il y a seulement 3 % de mariages mixtes. De plus, le réalisateur connaît ce type de situation, puisque son frère s'est marié avec une femme d'origine maghrébine, tandis que lui a vécu avec une femme africaine,. Pour le personnage de Marie, Chauveron s'est inspiré de sa mère, qui donnait des cours de catéchisme.
Le choix du réalisateur pour incarner Claude et Marie Verneuil s'est porté sur Christian Clavier et Chantal Lauby. Chauveron a choisi Clavier car il aime la façon dont l'acteur joue les personnes détestables et Lauby par la manière dont elle a « dynamité l’idée qu’on se faisait de l’humour à la télévision, avec sa façon très straight de dire des horreurs » avec les Nuls. Il avait remarqué Lauby dans un rôle de bourgeoise — différent de celui de Marie Verneuil — dans La Cage dorée au Festival de L'Alpe-d'Huez, pensant même que son énergie et son expérience de la comédie seraient parfaits pour le personnage qu'il lui destinait. Bien que la comédienne était emballée de jouer l'épouse de Clavier, elle hésita en raison d'un souvenir d'une émission des Nuls, au cours duquel il était l'invité en raison de « gros et nombreux fous rires en jouant les sketches avec lui » tant les Nuls et elle étaient spectateurs de sa puissance comique.
Afin de marquer une complète opposition au couple Clavier/Lauby, le réalisateur cherchait pour les gendres et les filles du couple, des comédiens pas encore peu connus du grand public, prenant ainsi des acteurs ayant six années de carrière professionnelle au cinéma et à la télévision. Philippe de Chauveron découvrit Medi Sadoun dans Les Kaïra et a l'idée de travailler avec lui. Le réalisateur a apprécié le fait qu'il était dedans[Quoi ?] lorsqu'il a fait un essai avec l'acteur sur la scène de la Marseillaise,. Pour Ary Abittan, qu'il avait déjà vu sur scène, Chauveron a eu l'idée de lui confier le rôle du gendre juif tunisien, car il est « séduisant et drôlissime » et qu'il « offre ce mélange unique entre George Clooney et Francis Blanche ». Les deux autres gendres sont incarnés par Frédéric Chau, vu au Jamel Comedy Club, en raison de son « énergie communicative et un humour bien à lui » et Noom Diawara, qui lui avait plu grâce à la pièce Amour sur place ou à emporter qui traitait du thème du couple mixte. Les quatre acteurs étaient tous les premiers choix.
C'est à la télévision et au cinéma que Chauveron découvrit les quatre actrices choisies pour jouer les filles du couple Verneuil, alors que les gendres avaient plutôt été découverts par le biais de la scène : Frédérique Bel, découverte avec La Minute Blonde sur Canal+, Julia Piaton, fille de Charlotte de Turckheim et vue dans Mince alors!, Élodie Fontan, vue dans la série Clem, diffusée sur TF1 et Émilie Caen, vue dans La Clinique de l'amour. Le réalisateur les a choisies notamment en raison de leur drôlerie.

### Tournage

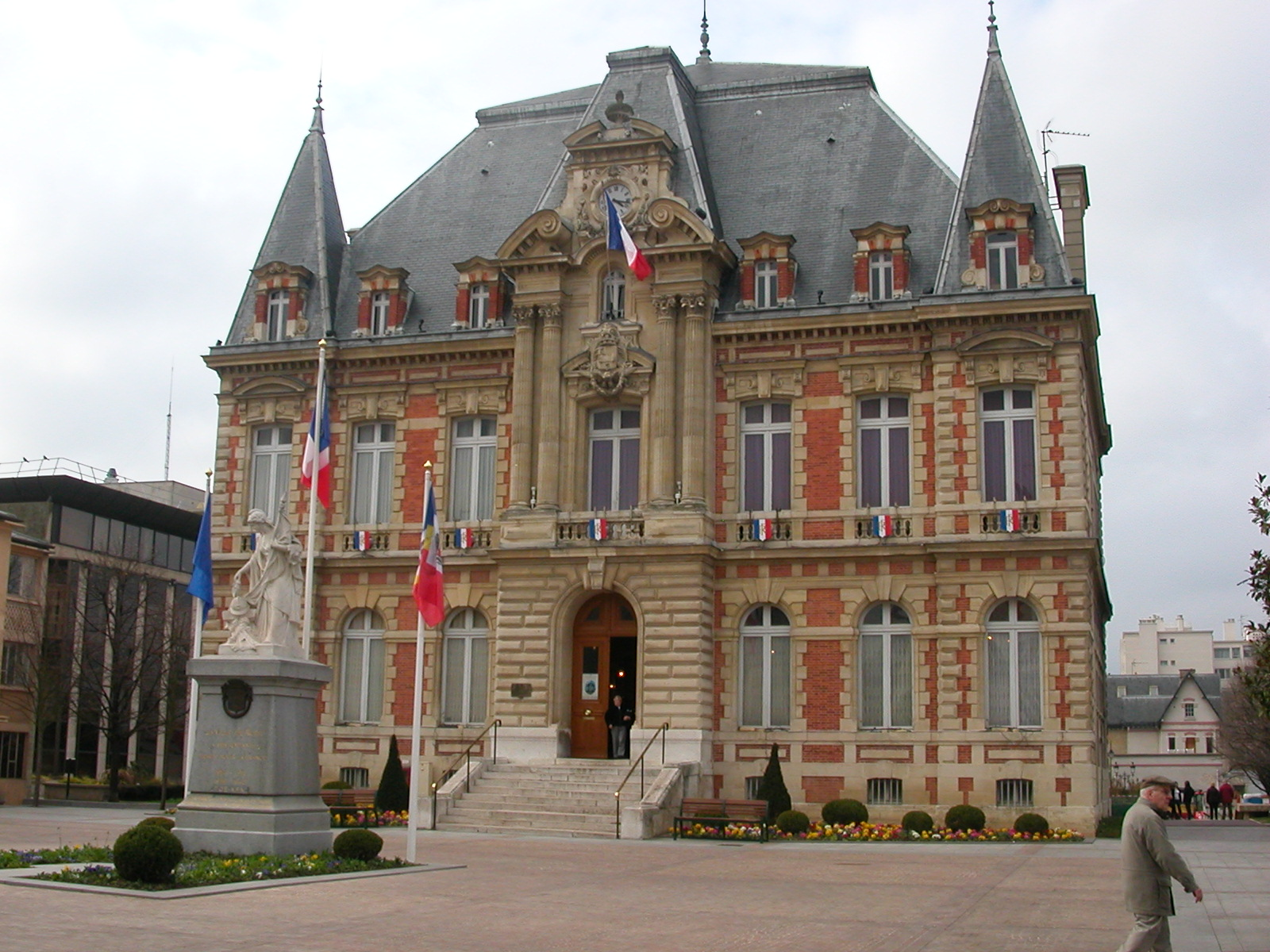
Le musée d'histoire locale de Rueil-Malmaison sert de décor à une mairie au début du film

Le film a principalement été tourné à Paris, en Seine-Saint-Denis (Montreuil et Bobigny), dans les Hauts-de-Seine (Rueil-Malmaison et Colombes), le Val-de-Marne (Saint-Maur-des-Fossés), en Indre-et-Loire (Chinon) ainsi qu'à Abidjan en Côte d'Ivoire.
Quelques prises de vues du château de Chinon (Indre-et-Loire) ont été filmées le 10 décembre 2013.

## Sortie et accueil

### Critique
Le film reçoit des critiques dans l'ensemble plutôt favorables de la part de la presse ; il obtient une note moyenne sur Allociné de 3,8⁄5 par 8 titres de presse.
Sur Cinemur, le film obtient un score de 94⁄100.
Parmi les critiques positives, Le Parisien note que « Le bon Dieu y reconnaîtra les siens : c'est-à-dire, toutes origines confondues, tout le monde », alors que Le Journal du dimanche écrit que c'est « un peu le croisement du sketch irrésistible de Muriel Robin, Le Noir, et de Devine qui vient dîner ? version comique », ajoutant que « le réalisateur Philippe de Chauveron et son co-scénariste n'ont pas hésité à en rajouter, s'amusant des pires clichés et des idées reçues pour mieux les railler ».
Pour Le Nouvel Observateur, « de cette sélection de blagues, Philippe de Chauveron s'en tire plutôt finement : il y a tellement de personnages, d'alternances offertes et d’oppositions potentielles que le film s’en nourrit naturellement, sans forcer, trouvant dans cette variété une rythmique vive qui allège les tartes à la crème périmées, interdit tout risque d'enlisement », tandis que Le Point pense qu'il « vaut toutes les campagnes contre le racisme et l'antisémitisme, se moque de tous sans jamais être méchant ».
Libération trouve que « l'ambiance est conviviale, comme l'argument : du racisme ordinaire » et annonce un « carton de saison en vue », ajoutant que « le vaudeville se tient, bon enfant, un poil osé ».
Parmi les critiques partagées, voire négatives, Le Figaro concède que malgré « le rythme et les dialogues inégaux, et une mise en scène qui manque de légèreté, certains passages sont franchement hilarants »,, alors que Les Inrockuptibles émet un avis négatif, pensant qu'il s'agit d'« un cinéma sans goût, sans relief, dont l’absence de parti pris formel est à l’image de ce qu’il veut être et est : consensuel ».

### Box-office
Le film a attiré 200 723 spectateurs dans 621 salles le premier jour. Le film avait reçu le Label des spectateurs UGC deux mois avant sa sortie, comme l'avaient déjà obtenu d'autres succès français du box-office : Intouchables et The Artist.

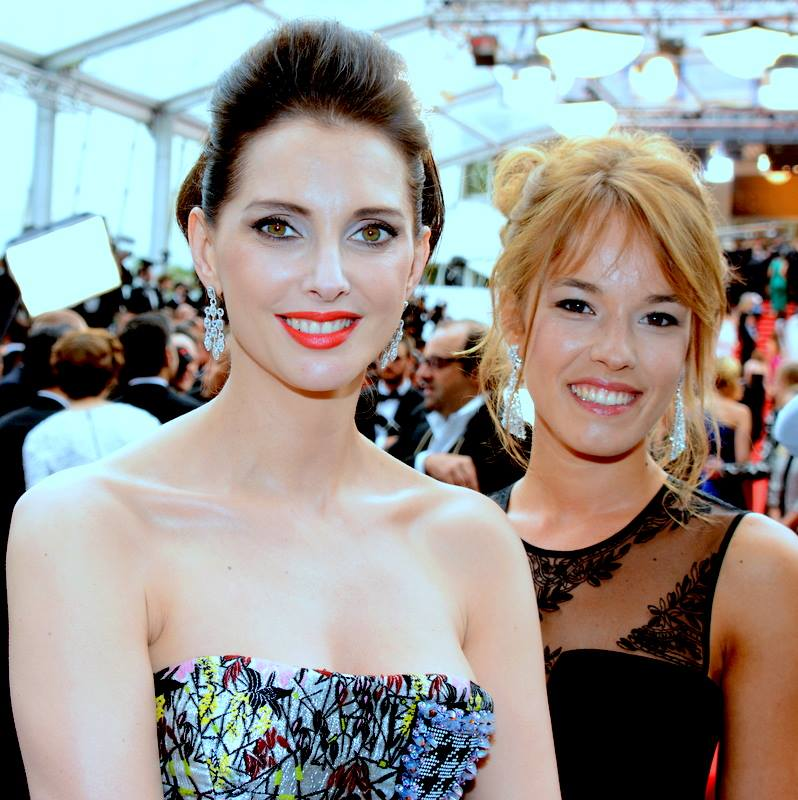
Frédérique Bel et Élodie Fontan.

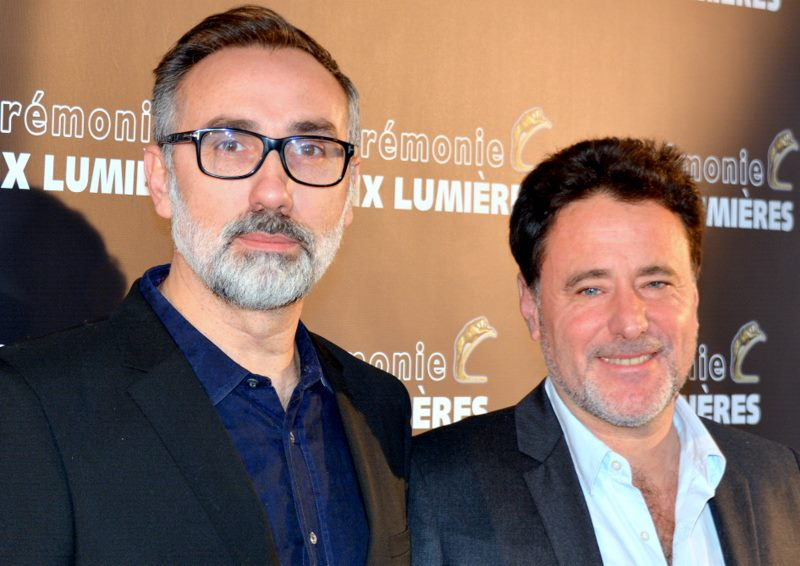
Le réalisateur Philippe de Chauveron (à droite) et le co-scénariste Guy Laurent.

| Pays               | Dates de sorties, | Box-office          |
| ------------------ | ----------------- | ------------------- |
| France             | 16 avril 2014     | 12 353 181 entrées, |
| Allemagne          | 24 juillet 2014   | 3 769 180 entrées   |
| Espagne            | 19 décembre 2014  | 1 056 000 entrées   |
| Suisse             | 16 avril 2014     | 494 542 entrées     |
| Belgique           | 16 avril 2014     | 420 000 entrées     |
| Autriche           | 25 juillet 2014   | 393 000 entrées     |
| Italie             | 5 février 2015    | 356 425 entrées     |
| Corée du Sud       | 16 octobre 2014   | 190 384 entrées     |
| Canada             | 1er août 2014     | 152 000 entrées     |
| Grèce              | 5 juin 2014       | 126 000 entrées     |
| Pologne            | 14 novembre 2014  | 100 000 entrées     |
| Portugal           | 24 juillet 2014   | 62 561 entrées      |
| Pays-Bas           | 26 juin 2014      | 58 546 entrées      |
| Russie             | 17 juillet 2014   | 57 718 entrées      |
| République tchèque | 23 octobre 2014   | 52 626 entrées      |
| Suède              | 17 octobre 2014   | 48 687 entrées      |
| Liban              | 19 juin 2014      | 42 095 entrées      |
| Roumanie           | 14 novembre 2014  | 20 000 entrées      |
| Maroc              | 23 avril 2014     | 19 961 entrées      |
| Turquie            | 22 août 2014      | 11 708 entrées      |
| Slovénie           | 5 septembre 2014  | 8 957 entrées       |
| Slovaquie          | 23 octobre 2014   | 7 827 entrées       |
| Maurice            | 28 mai 2014       | 2 200 entrées       |
| Azerbaïdjan        | 17 juillet 2014   | 700 entrées         |
| Total monde        |                   | 19 804 298 entrées  |

#### Box-office France
Lors de son premier jour en salles, Qu'est-ce qu'on a fait au bon Dieu ? a réalisé 200 723 entrées, dont 49 799 entrées sur Paris et sa périphérie. Pour sa première semaine d'exploitation, projeté dans 621 salles, le film prend directement la première place avec 1 680 249 entrées, devant Rio 2, qui était en tête la semaine précédente. La semaine suivante, il obtient dix-huit salles supplémentaires par rapport à sa combinaison de départ et enregistre un résultat supérieur, puisqu'il totalise 1 734 346 entrées, soit une évolution en hausse de 3,22 %, ce qui lui permet de cumuler un résultat de 3 414 595 entrées et de conserver la première position. Malgré une faible baisse les deux semaines suivantes, Qu'est-ce qu'on a fait au bon Dieu ? parvient à obtenir plus de salles, allant jusqu'à 721 salles. Il conserve la tête du box-office français au cours de ses deux semaines avec un résultat cumulé de 6 715 540 entrées. C'est au cours de sa quatrième semaine d'exploitation qu'il devient le film le plus vu de l'année en France en détrônant Supercondriaque de Dany Boon et ses 5 266 796 entrées.
En cinquième semaine, malgré une combinaison qui ira jusqu'à 821 salles, le long-métrage connait sa plus forte baisse (-55,66 %), ce qui le fait chuter en deuxième place, détrôné par Godzilla, et lui permet d'atteindre les sept millions d'entrées. Bénéficiant de la Fête du cinéma, il reprend la tête du box-office français au cours de sa septième semaine d'exploitation avec une hausse de 181,07 % de ses entrées par rapport aux trois semaines qui lui ont précédé, enregistrant 9 962 677 entrées durant toute son exploitation, dont 457 461 d'entrées au cours de cette septième semaine.
Le 2 juillet 2014, avec 10 354 338 entrées, il se place en 18e position dans l'histoire du box office français. Il franchit le cap des 12 millions d'entrées lors de sa vingtième semaine à l'affiche. Avec plus de 12,3 millions d'entrées en vingt-semaines d'exploitation en salles, Qu'est-ce qu'on a fait au bon Dieu ? atteint la 14e position dans l'histoire du box office français et la 6e place des films français de ce même classement. L'exploitation en salles se finit lors de sa 27e semaine en salles avec 12 353 181 entrées.
En recettes, le long-métrage a rapporté 78,1 millions d'euros, soit un taux de rentabilité de 366 %, en comparaison à son budget de 12 millions.

#### Exploitation internationale
Qu'est-ce qu'on a fait au bon Dieu ? sort le 16 avril 2014 en Belgique, où il totalise 2 950 306 euros de recettes au cours de son exploitation, soit 421 463 entrées, ce qui lui permet de se classer en seconde position des films français les plus rentables au box-office belge en 2014, derrière Lucy de Luc Besson. Le 26 octobre 2014, les recettes internationales enregistrées de Qu'est-ce qu'on a fait au bon Dieu ? sont de 148 400 000 $. Au 21 décembre 2014, elles atteignent 151 576 670 $ . En janvier 2015, Qu'est-ce qu'on a fait au bon Dieu ? a rapporté 174 100 000 $ de recettes internationales, ce qui lui permet de se classer à la vingt-neuvième place des meilleures recettes d'un film à l'étranger. Finalement, le long-métrage enregistre 175 878 329 $.

### Sortie vidéo
Qu'est-ce qu'on a fait au bon Dieu ? est sorti en DVD et Blu-ray le 24 septembre 2014 et édité par UGC Vidéo, comprenant notamment une lecture en audiodescription pour les
malvoyants, le making-of, les scènes coupées et un documentaire intitulé Sur les routes de la tournée, retraçant les coulisses des avant-première.
La sortie DVD de Qu'est-ce qu'on a fait au bon Dieu ? a connu bien des problèmes, puisqu'à Feignies, une commune du Nord-Pas-de-Calais, plusieurs personnes ayant acheté le disque dans l'enseigne Lidl ont eu la surprise de découvrir qu'un documentaire à caractère sexuel a été gravé à la place du film. Selon un fournisseur, un maximum de 75 DVD sont concernés. Devant l'ampleur du phénomène, le magasin a retiré les lots du DVD de son enseigne.

### Diffusion en télévision
Le film est diffusé le 27 novembre 2016 sur TF1. Il réunit 10,59 millions de téléspectateurs, soit une part de marché de 40,8 %.

### Polémique aux États-Unis
Alors que Qu'est-ce qu'on a fait au Bon Dieu ? rencontre un large succès en France et en Europe, il n'en sera pas de même sur le territoire américain, puisqu'il ne pourrait pas sortir en salles, car jugé trop raciste selon Le Point. En effet, Sabine Chemaly, directrice internationale de TF1 chargée des négociations internationales pour le long-métrage déclare que les Américains ont une « approche culturelle très différente » des Français, car ils ne pourraient jamais se permettre de rire sur les « Noirs, les Juifs ou les Asiatiques ». Bien qu'ils soient enthousiasmés par le succès du film, ils refusent de le diffuser tel quel. Le Royaume-Uni pourrait également faire de même, envisageant de faire un remake plus compatible avec la vision du monde anglo-saxonne. À noter qu'Intouchables, plus grand succès au box-office français en 2011, a connu des critiques similaires aux États-Unis, qui ne l'ont pas empêché d'y obtenir une sortie limitée.

## Suites
Fin novembre 2016 est officialisée l'écriture de la suite du film, intitulée Qu'est-ce qu'on a encore fait au Bon Dieu ?, toujours réalisée par Philippe de Chauveron (qu'il coscénarise avec Guy Laurent). Mi-février 2017, il est annoncé que le tournage est prévu au printemps 2018 et que le casting est fidèle au premier opus,,. Le film sort sur les écrans le 30 janvier 2019.
Le 3e volet, Qu'est-ce qu'on a tous fait au Bon Dieu ?, sort en 2022.

## Adaptations
- Le Théâtre Alsacien de Schiltigheim produisit sur scène en février 2025 une adaptation alsacienne du film, avec des vrais étrangers, dont un Libanais et un Palestinien, ayant appris le dialecte local pour jouer les rôles des gendres[60],[61],[62].

## Autour du film
- Lors de la 18e minute du film, le portable d'Ary Abittan sonne. Cette sonnerie est le thème musical du film Les Aventures de Rabbi Jacob composé par Vladimir Cosma.
- Cet appel provient de son épouse Julia Piaton, dentiste, qui est en train de soigner un patient. Cette scène constitue également un écho à une scène du film Les Aventures de Rabbi Jacob, où Suzy Delair, également dentiste, prend un appel en interrompant une intervention, laissant sa patiente gémissante.